# مارسل لربیه
مارسل لربیه (فرانسوی: Marcel L'Herbier‎; ۲۳ آوریل ۱۸۸۸ – ۲۶ نوامبر ۱۹۷۹) یک کارگردان فیلم، فیلم‌نامه‌نویس، تهیه‌کننده، و پدیدآور اهل فرانسه بود.

## زندگی‌نامه
زاده ۱۸۸۸ در پاریس، پس از آنکه تحصیلات خود را در رشتهٔ حقوق و ادبیات به اتمام می‌رساند و مدتی بعنوان منتقد ادبی به فعالیت می‌پردازد به روزنامه‌نگاری روی می‌آورد. سپس به مدت چهار سال یعنی از ۱۹۱۴ تا ۱۹۱۸ به خدمت ارتش درآمده و در قسمت فیلم انجام وظیفه می‌نماید. از ۱۹۱۷ یعنی یکسال قبل از آنکه خدمتش را در ارتش تمام شود به نوشتن فیلم‌نامه مشغول شده و در همین سال نیز نخستین فیلم خود را می‌سازد. سپس در سال ۱۹۳۹ مدیر مرکز بین‌المللی مدارس سینمایی گردیده و تا سال ۱۹۴۵ در همین سمت باقی می‌ماند. دو سال قبل از اینکه از سمت مدیریت برکنار شود مدرسهٔ سینمایی ایدک فرانسه را تأسیس می‌کند که بعدها به مهم‌ترین مدرسه سینمایی جهان تبدیل می‌شود او همچنین از ۱۹۵۲ کارش را در تلویزیون فرانسه آغاز می‌کند. لربیه که آخرین فیلم سینمایی خود را در ۱۹۵۳ می‌سازد علاوه بر کارگردانی فیلم در نویسندگی، نمایش‌نامه‌نویسی و شاعری نیز شهرت بسزایی دارد.

## فیلمشناسی
1. خیالات (۱۹۱۷)
2. رز فرانس (۱۹۱۸)
3. آغل (۱۹۱۹)
4. کارناوال حقایق (۱۹۱۹)
5. مرد بخشنده (۱۹۲۰)
6. پرومته بانکدار (۱۹۲۱)
7. ال‌دورادو (۱۹۲۱)
8. ویلای سرنوشت (۱۹۲۱)
9. دون ژوان و فاوست (۱۹۲۲)
10. غیرانسانی (۱۹۲۴)
11. ماتیاس پاسکال فقید (۱۹۲۵)
12. سرگیجه (۱۹۲۷)
13. شیطان در قلب (۱۹۲۷)
14. پول (۱۹۲۸)
15. شب‌های پرنس (۱۹۳۰)
16. بچهٔ عشق (۱۹۳۱)
17. اسرار اتاق زرد (۱۹۳۱)
18. عطر خانم سیاهپوش (۱۹۳۱)
19. صید (۱۹۳۳)
20. ماجراجو (۱۹۳۴)
21. خوشبختی (۱۹۳۴)
22. آماده باش (۱۹۳۵)
23. جادهٔ سلطنتی (۱۹۳۵)
24. گوشهٔ بچه‌ها (۱۹۳۵)
25. رسوایی (۱۹۳۶)
26. مردان جدید (۱۹۳۶)
27. دروازهٔ باز (۱۹۳۶)
28. شب‌های آتش (۱۹۳۶)
29. قلعهٔ خاموشی (۱۹۳۷)
30. خیانت (۱۹۳۷)
31. فاجعهٔ سلطنتای (۱۹۳۸)
32. آدرین لوکوورور (۱۹۳۸)
33. زمین آتش (۱۹۳۸)
34. تفاهم قلبی(۱۹۳۸)
35. گروهان وحشی (۱۹۳۹)
36. رسم آرزو شده (۱۹۳۹)
37. کمدی خوشبختی (۱۹۴۰)
38. داستان خنده دار (۱۹۴۱)
39. زن کولی وار (۱۹۴۱)
40. شب اعجاب‌انگیز (۱۹۴۲)
41. کاترین شرافتمند (۱۹۴۲)
42. قضیهٔ گردنبند ملکه (۱۹۴۶)
43. زن یاغی (۱۹۴۷)
44. آخرین روزهای پمپئی (۱۹۴۸)
45. پدر دخترخانم (۱۹۵۳)

## جوایز
وی برنده جوایزی همچون لژیون دونور شده‌است.